# Svenshögen

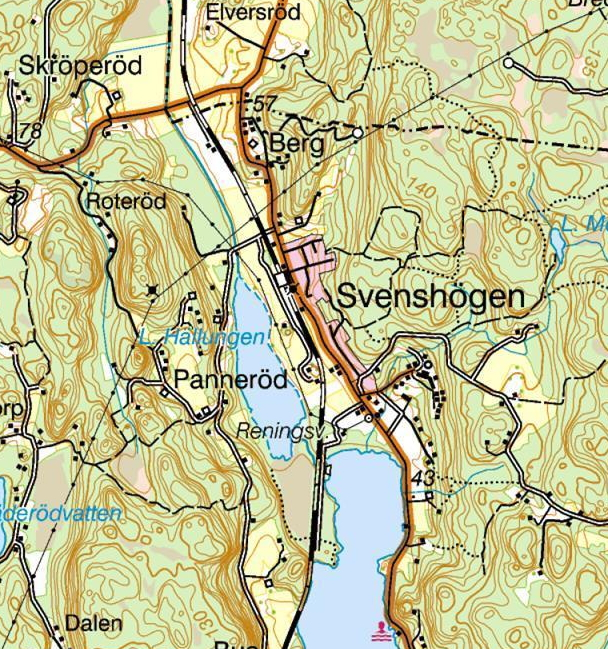
Karta över Svenshögen.

Svenshögen är en tätort i Stenungsunds kommun, belägen vid sjön Hällungens norra strand. Tätorten har villabebyggelse från huvudsakligen 1960- och 1970-talen, och ortens järnvägsstation är en av hållplatserna på Bohusbanan. Tidigare var Svenshögens sanatorium (1911–89) ortens största arbetsgivare. I tätorten fanns 2010 415 invånare.

## Namn
Namnet Svenshögen är känt sedan 1500-talet. Det tros komma från mansnamnet Sven och hög. Ortsnamnet syftar på en naturlig bergshöjd där den äldsta gården tillhörande en man som hette Sven låg.

## Historia

### Före 1900 (jordbruksbygd)
Fram till början av 1900-talet bestod nuvarande Svenshögen av fyra gårdar. Dessa hade spårbara rötter tillbaka till 1600-talet.
År 1898 beslutade Kungliga järnvägsstyrelsen att järnväg skulle dras fram genom Bohuslän. Svenshögen blev en av stationerna längs med banan, och en bidragande orsak var att det i Svenshögen fanns en vattenkälla (Stora Hällungen) för att tanka ångloken.

### Tidigt 1900-tal (järnväg och sanatorium)
År 1907 invigdes järnvägen, och det nybyggda stationshuset öppnar. I stationshuset öppnade man också postanstalt.
Landstingsmannen Carl L Olausson motionerade 1906 i Landstinget om behovet av ett sanatorium vilket man 1909 beslutar skall byggas i Svenshögen. Mark köps in av hemmanet Svenshögen och bygget påbörjas. 1911 var sanatoriebygget slutfört, och invigningen skedde den 2 oktober.
År 1913 öppnade Albert Larsson en lanthandel i en byggnad mittemot stationshuset.
Snart behövde man fler platser på sanatoriet. 1915 förvärvade man därför ytterligare mark, och det så kallade annexet var klart för invigning 1918.

### Mellankrigstiden
I mars år 1919 skiljdes post och järnväg åt, och en lantpoststation tog över posthanteringen.
År 1925 öppnade Göteborgs isbolag verksamhet i Svenshögen. Man sågade under vinterhalvåret upp is ur sjön Hällungen, och isen förvarades därefter i två stora islador. Isen skickades till kunder i Göteborg via tåg. Samma år inrättades en dans- och föreningslokal i samhället, vid Uggletången.
År 1927 öppnade ytterligare en affär i Svenshögen, i och med att bröderna Nygren etablerade lanthandel i huset bredvid den redan existerande affären. I samma hus som den nya affären öppnades också postkontor. 
År 1927 invigdes en ny paviljong på sanatoriet. Barnhemmet Oscarshem, som uppförts på hemmanet Huveröd, invigdes.
Under dessa år utvecklades även ytterligare verksamheter i samhället såsom skomakare och ett sågverk.

### Årtiondena efter kriget
1946 bildades Svenshögens Intresseförening.
Under 1950-talet startade David Lundqvist ett rånbageri, pensionat och kafé. Isbolaget upphörde under perioden med sin verksamhet i Svenshögen.
År 1958 bildades Svenshögens Sportklubb.
År 1964 hade sanatoriets vårdplatser successivt övertagits av långtidssjuka. Man ändrade därefter benämning på verksamheten från länssanatorium till Svenshögens sjukhus.
År 1964 lades affären i Nygrenska huset ner.
År 1968 fick Svenshögen ett församlingshem.

### Sent 1900-tal
Svenshögen tillhörde fram till 1975 tre olika socknar; den södra delen tillhörde Ucklums socken, den norra delen Grinneröds socken och den västra delen hörde till Ödsmåls socken. År 1975 införlivades den södra delen av Grinneröd med Ucklums församling i och med detta kom hela samhället att ingå i Stenungsunds kommun.
År 1975 stängdes stationshuset för resande.
År 1976 stod den nya föreningslokalen färdig. Den hade bekostats av Stenungsunds kommun.
År 1979 öppnade låg- och mellanstadieskola i Svenshögen. Verksamheten fick året efter egna lokaler.
År 1986 stängdes ICA-affären i samhället. Den öppnades dock på nytt under våren 1988 i ny regi.
I juli 1988 lades posten som ligger i stationshuset ner.
I december 1988 fattades slutligen beslutet av Bohuslandstinget att sjukhuset skulle läggas ner. 1989 försvann därigenom ortens största arbetsgivare, och byggnaderna såldes till Stenungsunds kommun.
1989 revs det Nygrenska huset för att ge plats åt hyreslägenheter.
År 1990 öppnade man en flyktingförläggning i det före detta sjukhuset efter en om- och tillbyggnad.

### 2000-talet
År 2000 stängde flyktingförläggningen. Byggnaderna såldes därefter till föreningen Alternativbyn.
2008 lades Svenshögenskolan ner och eleverna hänvisades till andra skolor i kommunen.
2009 byggdes en ny perrong på stationsområdet och tåg mellan Göteborg och Uddevalla började mötas i Svenshögen.

### Befolkningsutveckling

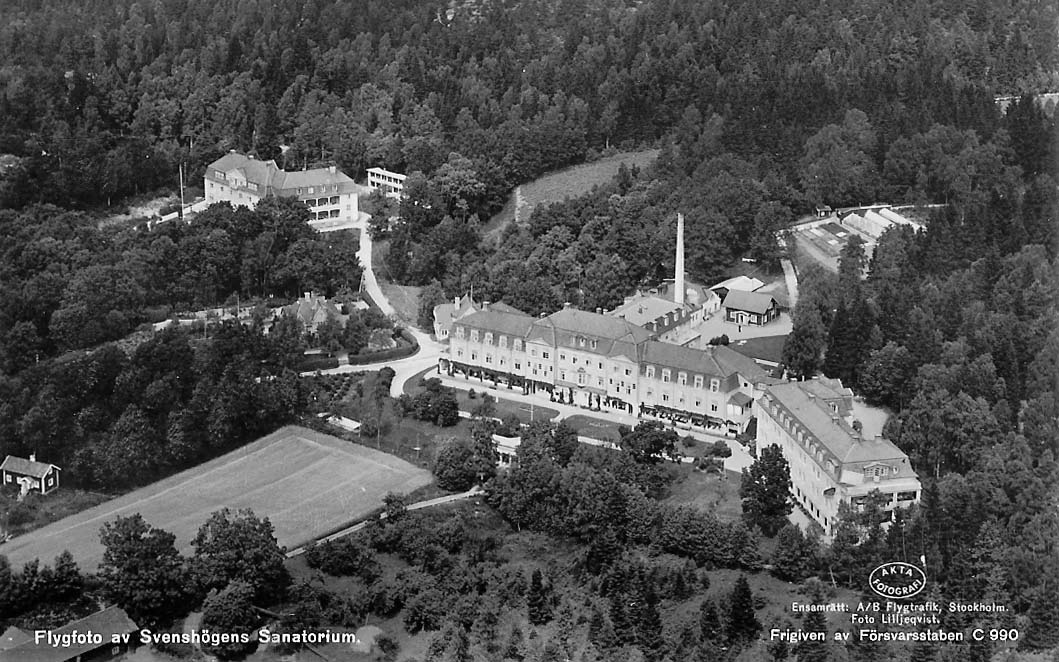
Svenshögens sanatorium, år 1935.

| Befolkningsutvecklingen i Svenshögen 1960–2020 | Befolkningsutvecklingen i Svenshögen 1960–2020 | Befolkningsutvecklingen i Svenshögen 1960–2020 | Befolkningsutvecklingen i Svenshögen 1960–2020 | Befolkningsutvecklingen i Svenshögen 1960–2020 |
| ---------------------------------------------- | ---------------------------------------------- | ---------------------------------------------- | ---------------------------------------------- | ---------------------------------------------- |
|                                                |                                                |                                                |                                                |                                                |
| År                                             |                                                |                                                | Folkmängd                                      | Areal (ha)                                     |
| 1960                                           | 1960                                           |                                                | 210                                            |                                                |
| 1965                                           | 1965                                           |                                                | 224                                            |                                                |
| 1990                                           | 1990                                           |                                                | 320                                            | 41                                             |
| 1995                                           | 1995                                           |                                                | 334                                            | 43                                             |
| 2000                                           | 2000                                           |                                                | 333                                            | 43                                             |
| 2005                                           | 2005                                           |                                                | 439                                            | 43                                             |
| 2010                                           | 2010                                           |                                                | 421                                            | 43                                             |
| 2015                                           | 2015                                           |                                                | 452                                            | 56                                             |
| 2018                                           | 2018                                           |                                                | 413                                            | 56                                             |
| 2020                                           | 2020                                           |                                                | 403                                            | 56                                             |
|                                                |                                                |                                                |                                                |                                                |

## Byggnader

### Länssanatoriet
Det natursköna läget och den friska luften gjorde att Svenshögens sanatorium byggdes här och invigdes 1911. På 1960-talet gjordes det om till sjukhus, och 1988 lades det ner, då jobbade 143 personer där. Sanatoriet har haft stor betydelse för ortens utveckling. Genom sjukhusets skapades arbetstillfällen på orten samt underlag för övrig verksamhet. 
Efter att sjukhuset lades ner skedde en om- och tillbyggnad och år 1990 öppnade man där en flyktingförläggning som fanns kvar till år 2000. Sedan år 2014 används byggnaderna åter som asylboende.

### Skolan
Svenshögens skola öppnades 1980 i lokaler som tidigare använts av sanatoriet som personalbostäder. Skolan hade låg- och mellanstadium medan högstadium finns i Stenungsund.
Den 10 mars 2008 beslutade Stenungsunds kommunfullmäktige att kommunala Svenshögenskolan skulle läggas ned sommaren 2008. Många föräldrar hade de senaste åren valt andra skolor, och med en kvarvarande elevbas på ca 20 elever var verksamheten inte längre lönsam. En projektgrupp med Svenshögenbor, främst föräldrar till nuvarande och blivande skolbarn, har bildats, som arbetar för att starta en friskola istället. En ansökan lämnades in till Skolverket om att få starta skola ht 2009 men den avslogs.

## Kommunikationer

### Järnvägen
Bohusbanan öppnades för persontrafik i Svenshögen 1 juni 1907. Stationshuset ritades av arkitekten Folke Zettervall och är av samma typ som de flesta andra stationshus efter Bohusbanan. På området uppfördes också ekonomihus, avträdeshus, godsmagasin och vattentorn. Vattentorn behövdes i Svenshögen då stigningen från Ödsmål till Svenshögen är kraftig. Av dessa byggnader finns idag endast stationshuset kvar. Stationshuset stängdes för resande 1975. Att det fanns järnväg till Svenshögen var viktigt när beslutet togs att uppföra sanatoriet.

## Idrott
I Svenshögen finns det en idrottsförening, Svenshögens SK, vars herrlag i fotboll även går under namnet Svenshögen Oilers. Svenshögens Herr-A-lag i fotboll spelar under 2020 i Division 6 Södra Bohuslän.